# Котлы (деревня, Ленинградская область)
Котлы́ (вод. Kattila, фин. Kattila) — деревня в Котельском сельском поселении Кингисеппского района Ленинградской области.

## История
Впервые упоминается в Писцовой книге Водской пятины 1500 года: А церковь того погоста писана в великого князя волости в дворцовой в Казимировской в Котле в Никольском Толдожском погосте в Чюди Ямского уезда.
Затем как деревня Kattila by в Толдожском погосте в шведских «Писцовых книгах Ижорской земли» 1618—1623 годов.
На карте Ингерманландии А. И. Бергенгейма, составленной по шведским материалам 1676 года, упоминается как мыза Cattila Hoff при селе Cattilaby.
В связи с частыми войнами земля много раз передавалась из рук в руки. В 1701 году Пётр I освободил Котельский погост от шведской оккупации и пожаловал земли российскому государственному и военному деятелю князю Александру Даниловичу Меншикову.
На шведской «Генеральной карте провинции Ингерманландии» 1704 года село обозначено как Cattila.
На «Географическом чертеже Ижорской земли» Адриана Шонбека 1705 года — как Катилла.

КОТЛЫ — мыза, принадлежит полковнику Албрехту, число жителей по ревизии: 19 м. п., 16 ж. п.
 
В оной:

а) Церковь деревянная во имя Св. Иоанна Предтечи.
 
б) Церковь деревянная лютеранского исповедания.
 
в) Винокуренный завод.

г) Мукомольная мельница.
   
БОЛЬШОЙ КОНЕЦ — деревня, принадлежит полковнику Албрехту, число жителей по ревизии: 74 м. п., 84 ж. п.
 
МАЛЫЙ КОНЕЦ — деревня, принадлежит полковнику Албрехту, число жителей по ревизии: 77 м. п., 87 ж. п. (1838 год)

В 1844 году село Котлы насчитывало 50 дворов.
На этнографической карте Санкт-Петербургской губернии П. И. Кёппена 1849 года оно упомянуто как село «Kattila», населённое водью. В пояснительном тексте к этнографической карте записано селение Kattila (Котлы, мыза) и указано количество его жителей на 1848 год: води — 76 м. п., 82 ж. п., савакотов — 24 м. п., 34 ж. п., всего 216 человек.

БОЛЬШОЙ КОНЕЦ — деревня, число жителей по X-ой ревизии 1857 года: 101 м. п., 84 ж. п., всего 185 чел.

МАЛЫЙ КОНЕЦ — деревня, число жителей по X-ой ревизии 1857 года: 74 м. п., 74 ж. п., всего 148 чел.

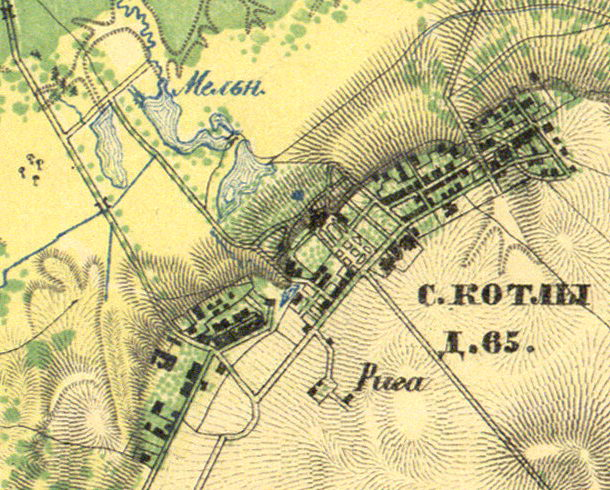
План села Котлы. 1860 год

В 1860 году село насчитывало 65 дворов, в селе была рига и водяная мельница.

КОТЛЫ — мыза владельческая при пруде и колодце, число дворов — 1, число жителей: 25 м. п., 23 ж. п. 
 
Церквей две: православная и лютеранская. Ярмарка одна. Завод винокуренный.

БОЛЬШОЙ КОНЕЦ (КОТЛЫ, КАТТИЛА) — деревня владельческая при безымянных ручьях и колодцах, число дворов — 32, число жителей: 79 м. п., 75 ж. п.; Волостное правление 
 
МАЛЫЙ КОНЕЦ (КОТЛЫ, КАТТИЛА) — деревня владельческая при безымянных ручьях и колодцах, число дворов — 27, число жителей: 75 м. п., 78 ж. п. (1862 год)

Согласно данным 1867 года в деревне Большой Конец находилось волостное правление Котельской волости, волостным старшиной был временнообязанный крестьянин деревни Малый Конец М. Г. Григорьев.
В состав Котельской волости входили деревни: «Бабина, Большое Руддило, Большой Конец, Вассакары, Великина, Вердова, Воинсолова, Глыбокая, Дедкова, Елизаветина, Иципина, Каллина, Карватина, Коровой, Купкова, Матти, Машкова, Малое Руддило, Малый Конец, Монастырки, Муккова, Павлова, Понделова, Пумалицы, Ранолова, Русская Рассия, Савыкина, Ундова, Хаболова, Чухонская Рассия».

БОЛЬШОЙ КОНЕЦ — деревня, по земской переписи 1882 года: семей — 40, в них 102 м. п., 102 ж. п., всего 204 чел.

МАЛЫЙ КОНЕЦ — деревня, по земской переписи 1882 года: семей — 31, в них 80 м. п., 95 ж. п., всего 175 чел.

Сборник Центрального статистического комитета, описывал Котлы так:

КОТЛЫ (Большой конец села Котлы) — село бывшее владельческое, дворов — 36, жителей — 152; Волостное правление (уездный город в 30 верстах), церковь православная, церковь лютеранская, школа, две лавки, постоялый двор, ярмарка  24 июня и 8 сентября. В 10 верстах — школа, лавка, стеклянный завод. (1885 год).

Согласно материалам по статистике народного хозяйства Ямбургского уезда 1887 года, мыза Котлы площадью 7564 десятины принадлежала штабс-ротмистру П. К. Альбрехту, мыза была приобретена до 1868 года. В ней была лавка, водяная мельница, яблоневый сад и две оранжереи с виноградом; харчевня, охота и рыбная ловля сдавались в аренду.
По земской переписи 1899 года:

БОЛЬШОЙ КОНЕЦ — деревня, число хозяйств — 44, число жителей: 101 м. п., 113 ж. п., всего 214 чел.;
 разряд крестьян: бывшие владельческие; народность: русская — 31 чел., финская — 156 чел., эстонская — 7 чел., смешанная — 20 чел.

МАЛЫЙ КОНЕЦ — деревня, число хозяйств — 36, число жителей: 80 м. п., 104 ж. п., всего 184 чел.;
 разряд крестьян: бывшие владельческие; народность: русская — 18 чел., финская — 129 чел., эстонская — 10 чел., смешанная — 27 чел.

В конце XIX — начале XX века Котлы административно относились ко 2-му стану Ямбургского уезда Санкт-Петербургской губернии. Население в Котлах было смешанным — водско-русским.
По данным «Памятных книжек Санкт-Петербургской губернии» за 1900 и 1905 годы в мызе Котлы по 3434 десятины земли принадлежали жене профессора архитектуры Марии Александровне Бенуа и жене потомственного почётного гражданина Ольге Александровне Мейснер.

1911 год
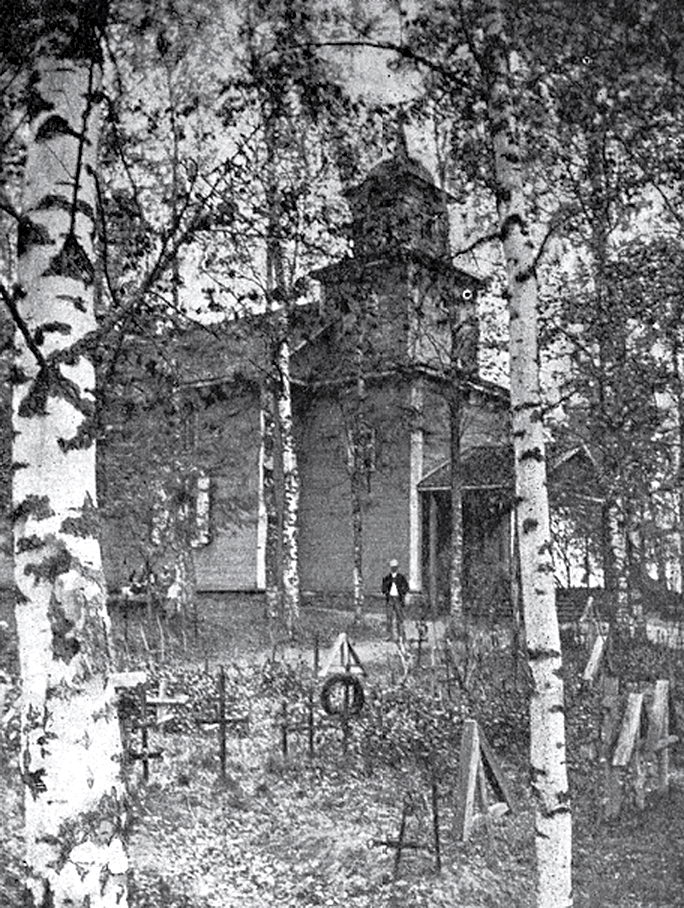
Кирха в Котлах
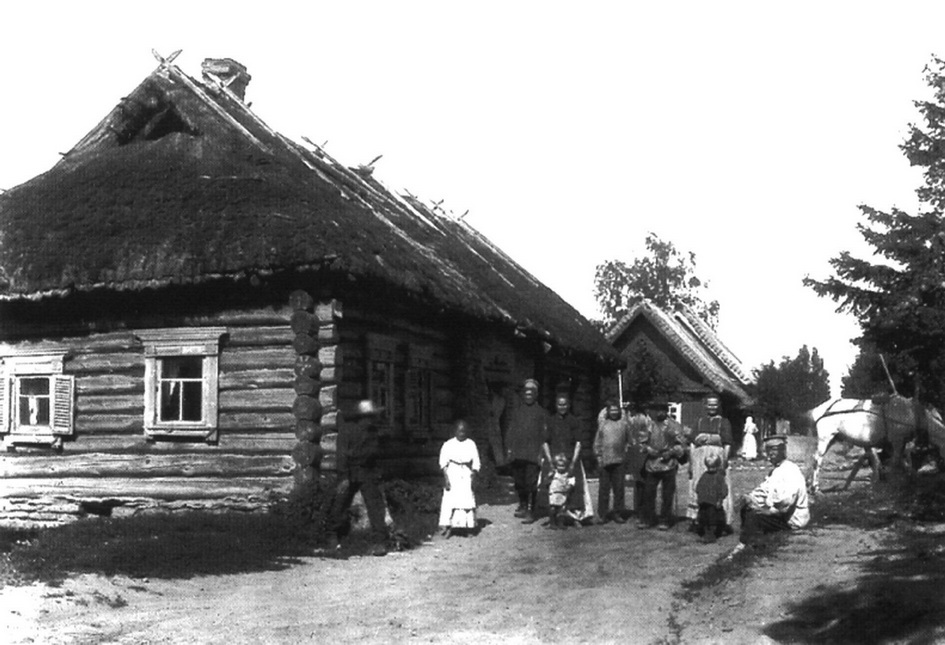
Большой Конец — водская часть села Котлы

С 1917 по 1924 год село Котлы входило в состав Малоконецкого сельсовета Котельской волости Кингисеппского уезда.
С 1924 года в составе Котельского сельсовета.
Согласно данным переписи населения СССР 1926 года в деревне Конец Большой проживали 370 человек, большинство русские, а также финны, эстонцы и немцы; в деревне Конец Малый проживали 303 человека, большинство русские, а также эстонцы, финны и белорусы.
С 1927 года в составе Котельского района (райцентр).
Согласно топографической карте 1930 года село насчитывало 108 дворов.
С 1931 года в составе Кингисеппского района.
По данным 1933 года село Котлы являлась административным центром Котельского сельсовета Кингисеппского района, в который входили 12 населённых пунктов: деревни Круппино, Малое Руддилово, Монастырки, Пуммалицы, Раннолово, Русская Рассия, Чухонская Рассия, Ундово, посёлки Ранолово, Новый Ряттель, Старый Ряттель и село Котлы, общей численностью населения 1730 человек. Областными административными данными, учитывались также составляющие село деревни Большой Конец, Малый Конец, совхоз Котлы и посёлок при железнодорожной станции Котлы.
По данным 1936 года в состав Котельского сельсовета входили 12 населённых пунктов, 416 хозяйств и 7 колхозов.

План села Котлы. 1938 год

Согласно топографической карте 1938 года село насчитывало 113 дворов. В селе находились: сельсовет, почта, церковь и школа.
В 1939 году население села Котлы составляло 1300 человек.
Село было освобождено от немецко-фашистских оккупантов 30 января 1944 года.
В 1958 году население деревни Котлы составляло 908 человек.
По данным 1966 и 1973 годов деревня также находилась в составе Котельского сельсовета, но не была его административным центром.
По данным 1990 года в состав Котельского сельсовета входили 44 населённых пункта: деревни Арболово, Бабино, Березняки, Большая Рассия, Большие Валговицы, Большое Руддилово, Великино, Велькота, Вердия, Войносолово, Елизаветино, Караваево, Корветино, Котлы, Крупино, Липковицы, Малая Расия, Малое Руддилово, Марфицы, Матовка, Маттия, Нарядово, Неппово, Перелесье, Пиллово, Получье, Понделово, Пумалицы, Раннолово, Ряттель, Савикино, Сашино, Тарайка, Тютицы, Удосолово, Ундово, Хабалово; посёлки Георгиевский, Котельский; посёлки при станции Валговицы, Кихтолка, Котлы, Кямиши; хутор Вольный, общей численностью населения 3970 человек. Административным центром сельсовета был посёлок Котельский (2097 чел.).
В 1997 году в деревне проживали 1068 человек, в 2002 году — 493 человека (русские — 94 %), в 2007 году — 685.

### Лютеранская община
Лютеранская община в Котлах (Каттила) — одна из старейших в Ингерманландии, она упоминалась с 1620-х годов.
В 1759 году в селе Котлы была построена деревянная кирха Святого Иоанна на 150 мест.
Капитальный ремонт храма был сделан в 1892 году.
С 1893 года в приходе работала воскресная школа, занятия в ней вёл настоятель Й. Э. Швиндт.
Кирха работала до июля 1937 года, затем её здание было передано под клуб, перестроено, а позднее разрушено.

## География
Деревня расположена в северо-восточной части района на автодороге А180 (E 20) (Санкт-Петербург — Ивангород — граница с Эстонией) «Нарва».
Расстояние до административного центра поселения — 3 км.
Расстояние до ближайшей железнодорожной станции Котлы — 1 км.
Деревня находится на Сойкинской возвышенности. К северу от деревни протекает река Сума.

## Экология
Постановлением Правительства Российской Федерации от 08.10.2015 № 1074 деревня Котлы включена в перечень населённых пунктов, находящихся в границах зон радиоактивного загрязнения вследствие катастрофы на Чернобыльской АЭС и отнесена к зоне проживания со льготным социально-экономическим статусом.

## Демография
| 1862 | 2007 | 2010 | 2017 |
| ---- | ---- | ---- | ---- |
| 355  | ↗685 | ↘622 | ↗635 |

### Национальный состав
Согласно данным Всероссийской переписи населения 2021 года в деревне проживали 646 человек, из них:
 русские — 580, казахи — 15, азербайджанцы — 8, украинцы — 7, армяне — 5, узбеки — 5, эстонцы — 2, арабы — 1, белорусы — 1, латыши — 1, молдаване — 1, таджики — 1, талыши — 1, чеченцы — 1, другие национальности — 6 человек, остальные национальность не указали.

## Достопримечательности

### Церковь Николая Чудотворца
С 1770 года на месте нынешней церкви был другой храм, деревянный. В 1870 году крестьяне нескольких близлежащих деревень подали в Духовную консисторию прошение о строительстве нового православного храма, так как старая деревянная церковь обветшала. После получения разрешения, начался сбор денег со всех прихожан. В 1882 году в Консисторию передали проект однокупольного каменного храма, составленный архитектором Н. Н. Никоновым. Этот храм задумывался, как интерпретация «русского стиля», но в процессе строительства в облик храма были внесли черты «русско-византийского стиля», предположительно архитектором И. И. Булановым. Церковь была освящена в 1888 году во имя святого Николая Чудотворца. При ней устроили двухклассную приходскую школу. В 1910 году храм перестроили по проекту Н. Н. Никонова.
В 1938 году храм был закрыт. С 1943 по 1960 год снова действовал, а затем церковь снова закрыли и долгое время использовали под клуб.
В 1991 году передана епархии, отреставрирована, в настоящее время является действующей. Метрические книги этой церкви с 1735 по 1905 год хранятся в архиве Петербурга.

### Усадьба Альбрехтов в Котлах
В 1730 году Котлы и несколько близлежащих деревень были пожалованы императрицей Анной Иоанновной генерал-майору Людвигу фон Альбрехту за помощь в воцарении на престол. В 1760-х годах наследником усадьбы становится полковник Лев Иванович Альбрехт. Именно при нём в 1768 году был построен первый господский дом (не сохранился), а в 1770 году — деревянная Никольская церковь. У стен церкви построен родовой склеп Альбрехтов, а на месте старого деревянного храма в 1784 году сооружена каменная часовня.
Следующим владельцем усадьбы стал полковник Иван Львович Альбрехт. Во время его владения усадьбой были заложены пейзажный парк и фруктовый сад, проложена лестница к пруду, в 1836 году перестроен господский дом. Двухэтажный дом был выполнен в стиле классицизма, имел два фасада. Парадный фасад был украшен гербом Альбрехтов.
Помимо этого, имение было расширено за счет выкупа земель Ретельской мызы с деревнями Вердево (ныне Вердия), Матигодока (ныне Матовка), Русская Россия, Ундово и Шведская Россия. Также были сооружены подземные лабиринты. Выходы из них были у дома, у родовой усыпальницы и в парке. Куда ведут эти лабиринты — загадка Котлов, которую не разрешили до сих пор.
В 1839 году Котельскую усадьбу унаследовал генерал-майор Карл Иванович Альбрехт. Ранее он проживал в усадьбе «Утешение», которая также принадлежала Альбрехтам. Он продал эту усадьбу и переехал в Котлы. При Карле Ивановиче строится ряд каменных хозяйственных построек: в восточной части имения амбар, в северо-западной — сарай, дошедшие до наших дней, а также дом с молочной, контора, ледник и деревянный жилой дом, которые не сохранились.
Последним владельцем родового имения был Петр Карлович Альбрехт. При нем также строились некоторые сооружения и здания: параллельно амбару в 1860 году построена двухэтажная конюшня, спустя 10 лет (в 1870 году) — каретник, который не сохранился, в 1870 году ледник (также не сохранился), в 1885 году — новая конюшня, а также три одноэтажных жилых здания.
В 1893 году владелицей усадьбы становится представительница известного астраханского купеческого рода Нина Александровна Сапожникова. Она поделила имение между двумя дочерьми: Марией — женой архитектора Леонтия Николаевича Бенуа и Ольгой — женой Александра Ивановича Мейснера. В начале XX века сестры активно развивали имение, были построены: в 1900 году — скотный двор, в 1902 году — хлев, в 1903 году — оранжерея, а также некоторые другие здания.
Семьи Мейснеров и Бенуа владели имением вплоть до 14 декабря 1918 года. Существует легенда, что Мейснер избежал ареста, скрывшись в подземном ходе. Благодаря лабиринту, Мейснер, якобы, добрался до Петрограда, а затем до Финляндии.
В 1920 году была составлена опись имущества. Согласно данной описи на территории бывшего имения «Котлы» находится 46 построек, в том числе 16 каменных. После национализации земли отданы совхозу «Котлы». В усадебном доме разместился клуб.
В 1930-х годах была вскрыта родовая усыпальница Альбрехтов, из склепа извлечены останки. В 1937 году в усадьбе разместили воинскую часть.
Огромный ущерб здания имения и парк получили в годы Великой Отечественной войны. На территории усадьбы был немецкий штаб, лагерь военнопленных, рядом с церковью Николая Чудотворца — немецкий аэродром. Одна из легенд гласит, что подземные проходы завалены телами пытавшихся бежать советских солдат.
В 1944 году немцы взорвали усадебный дом, был разрушен парковый фасад. В 1950-х годах здание реконструировали, облик усадьбы стал значительно более скромным. В этот же период был разрушен каменный мавзолей над родовой усыпальницей. Нашли также выход подземного хода, но его не обследовали из-за ветхости сводов.
После войны усадьба снова была отдана воинской части. С 1950 по 1979 годы в усадебном доме находилась Котельская средняя школа, в здании конюшни 1860 года — школа-интернат, в конюшне 1885 года — столовая, актовый и спортивный залы и мастерские, скотный двор 1900 года и оранжерея 1903 года объединены и использовались в качестве складов. Затем все здания опустели. В 1985 году территорию передали НПО «Сигнал».
В 2001 году обрушились стены усадебного дома. 30 мая 2009 года рухнул передний фасад.

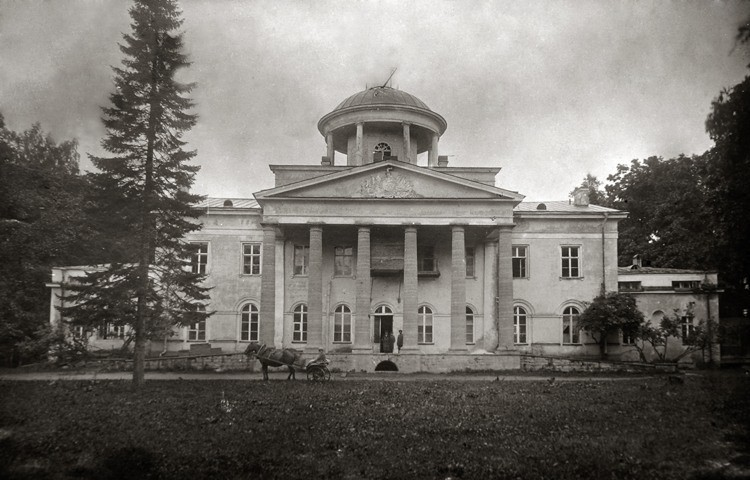
Дворец Альбрехтов в Котлах. Фото до 1917 года
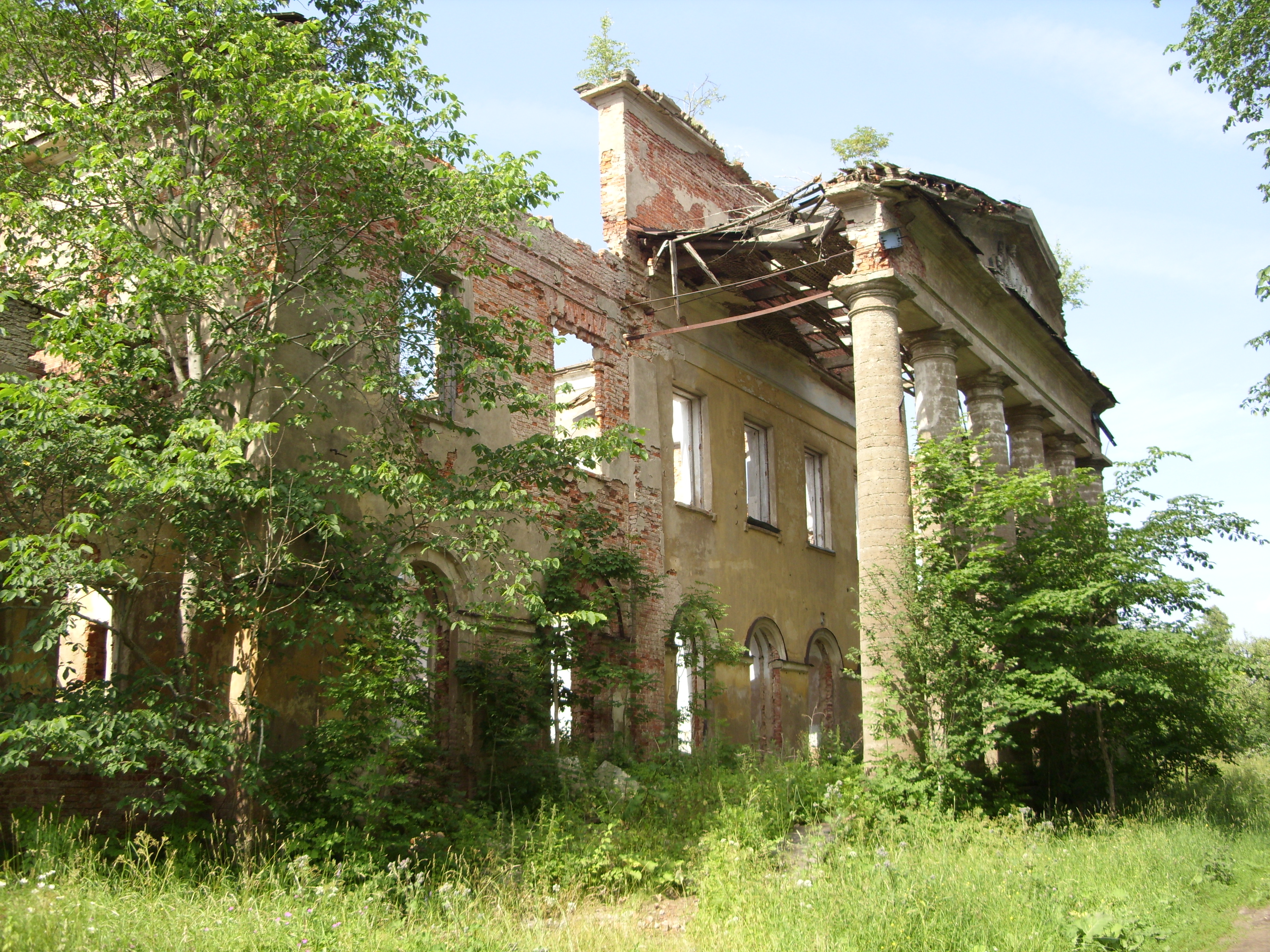
Главный дом в 2010 году

## Фото

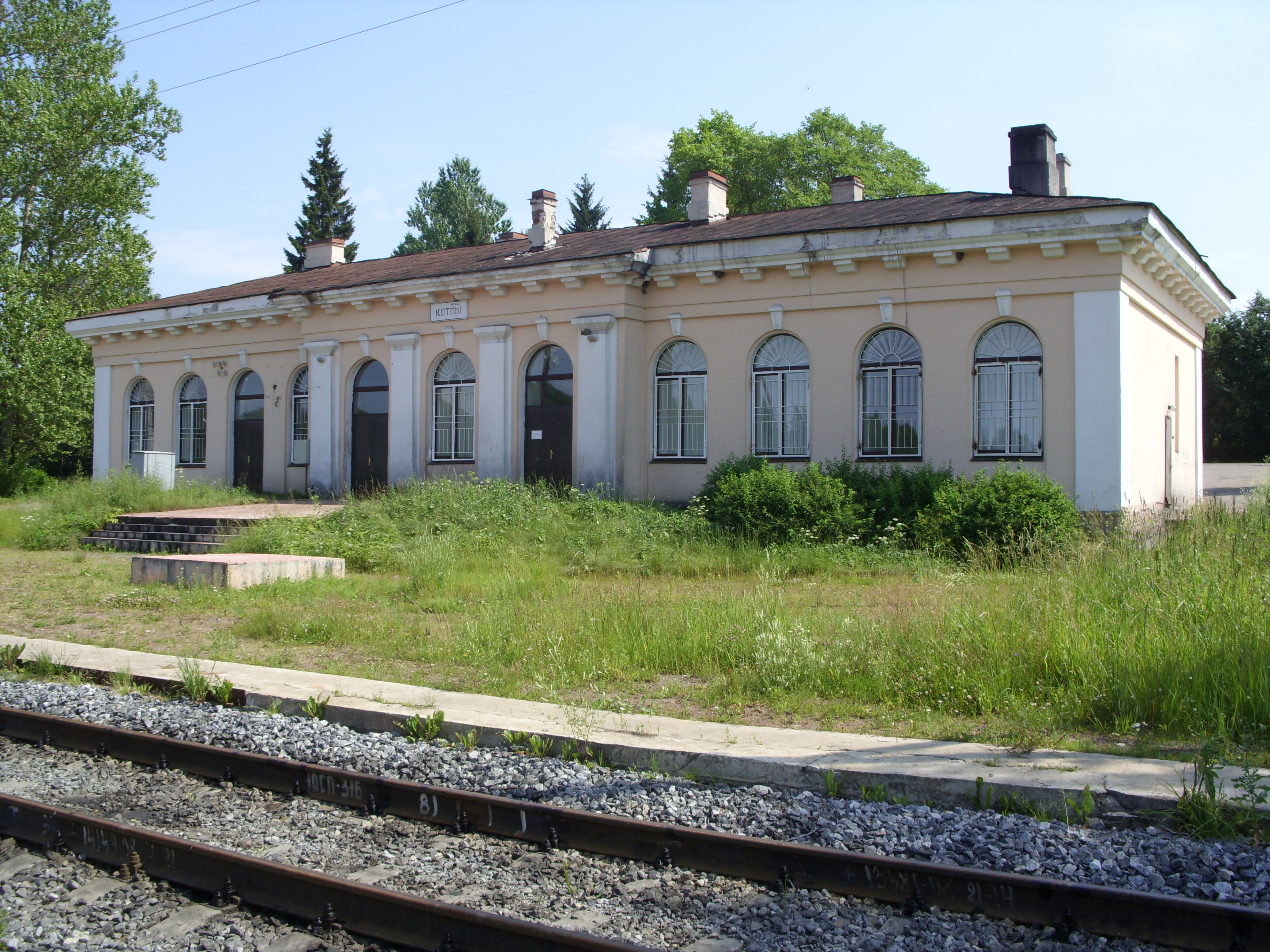
Железнодорожная станция Котлы. 2010 год
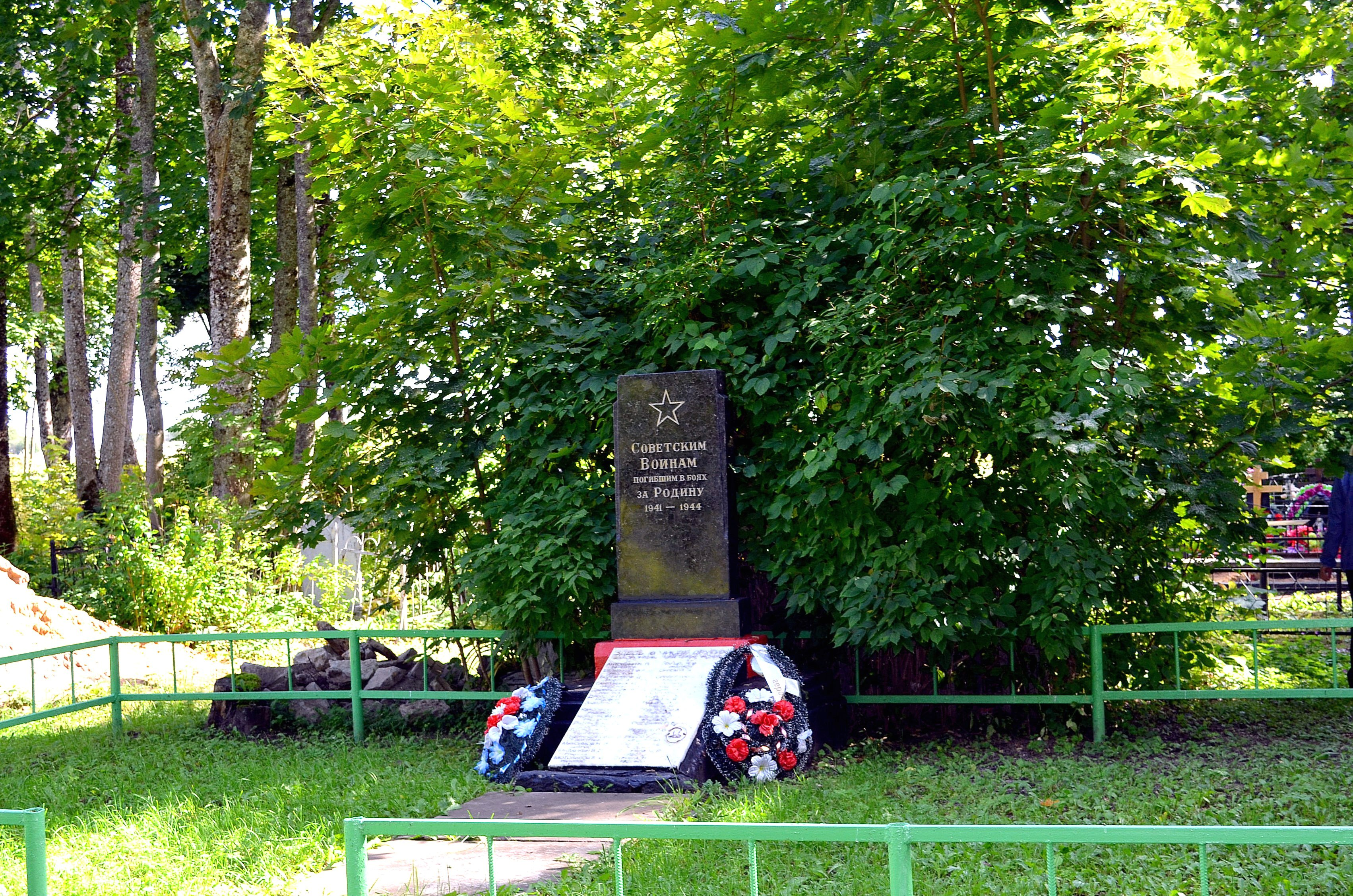
Братская могила советских воинов. 2015 год